# Billy Milton

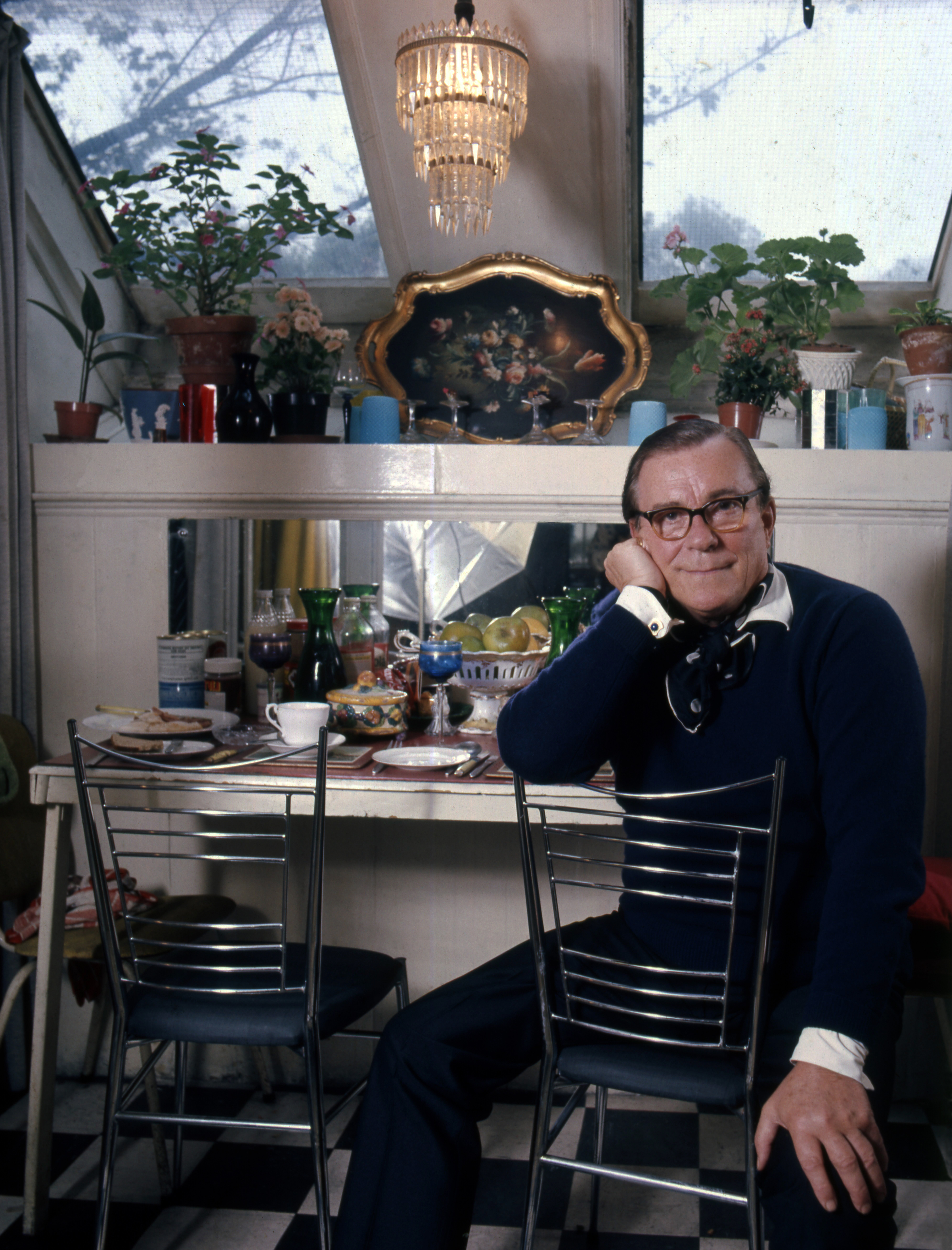
Billy Milton por Allan Warren

Billy Milton (Paddington, Londres, 8 de dezembro de 1905 – Londres, 22 de dezembro de 1989) foi um ator britânico de televisão e cinema.

## Filmografia selecionada
- Young Woodley (1930)
- The Man from Chicago (1930)
- The Great Gay Road (1931)
- Three Men in a Boat (1933)
- Aunt Sally (1933)
- Music Hath Charms (1935)
- No Escape (1936)
- Aren't Men Beasts! (1937)
- The Dominant Sex (1937)
- Spring Handicap (1937)
- The Last Chance (1937)
- Yes, Madam? (1939)
- The Set Up (1963)
- Licensed to Kill (1965)